# Baaghi 3
Baaghi 3, es una película de suspenso de acción en hindi de 2020 dirigida por Ahmed Khan, producida por Nadiadwala Grandson Entertainment y Fox Star Studios, es una secuela espiritual de Baaghi (2016) y Baaghi 2 (2018) y es la tercera película de la serie de películas de Baaghi. Está protagonizada por Tiger Shroff, Riteish Deshmukh, Shraddha Kapoor y Ankita Lokhande. Una nueva versión de la película en idioma tamil de 2012 Vettai, sigue la historia de Ranveer "Ronnie" Chaturvedi, un joven que protege a su tímido hermano Vikram Chaturvedi de todo. Convence a Vikram para que se una a la fuerza policial y trabaja con él para acabar con los criminales sin exponerse, cuando este recibe elogios en todo el país, lo envían a una misión a Siria, donde Ronnie lo ve golpeado y secuestrado durante una videollamada, esto lo impulsa a dirigirse a Siria y rescatar a su hermano.
La película está coprotagonizada por Jaideep Ahlawat, Vijay Varma, Jameel Khoury y Jackie Shroff. 
Disha Patani quien interpretó a la protagonista femenina en la película anterior, hace una aparición especial en la canción Do You Love Me. Las secuencias de acción fueron coreografiadas por Ram Chella, Lakshman Chella y Kecha Khampadkee, la fotografía principal comenzó el 12 de septiembre de 2019 en Bombay. Los creadores querían filmar en Siria, pero los productores de Fox Star Studios declinaron por problemas de seguridad, debido a que se construyeron decorados que se asemejan a la topografía Siria en Serbia.
Baaghi 3 se estrenó en cines en India el 6 de marzo de 2020. Las colecciones de la película se vieron afectadas por la pandemia de COVID-19 cuando se cerraron los cines. Había planes para un relanzamiento una vez que terminara el brote, pero los fabricantes decidieron lanzarlo en plataformas digitales. Sin embargo se convirtió en la segunda película de Bollywood más taquillera de 2020.
Otra secuela, Baaghi 4, está actualmente en desarrollo y se lanzará en 2022.

## Trama
Ranveer "Ronnie" Chaturvedi vive con su hermano mayor Vikram Charan Chaturvedi. Ronnie ha sido protector con él desde la infancia, especialmente después de la muerte de su padre Charan Chaturvedi. A Ronnie se le ofrece un trabajo en la fuerza policial, pero se niega porque tiene 33 casos registrados en su contra por salvar a Vikram y lo convence para que acepte el trabajo. Un Vikram tímido y reacio se convierte en policía. Cuando surge una situación de rehenes, a Vikram se le asigna el trabajo y está aterrorizado de enfrentarse a los criminales, pero Ronnie lo acompaña, luchando contra los matones y ayudando a rescatar a los rehenes. Él no se atribuye el mérito y este proceso continúa con Vikram volviéndose popular entre el público y su departamento después de cada caso. Ronnie más tarde se enamora de una joven peculiar llamada Siya, y consiguen que sus respectivos hermanos Vikram y Ruchi se casen entre sí. Un día, se asigna a Vikram para que realice el papeleo de rutina en Siria. Al llegar, Vikram charla con Ronnie durante una videollamada, pero de repente es golpeado y secuestrado por los hombres del terrorista Abu Jalal Gaza que irrumpen en su habitación de hotel y Ronnie observa impotente mientras Vikram pide ayuda a Ronnie.
Ronnie y Siya viajan a Siria, donde la policía se niega a ayudarlos. Conocen a Akhtar Lahori, quien les ayuda a rastrear a Vikram y sus captores. Van al hotel de Vikram mientras la policía comienza a buscar al trío. En la habitación de Vikram, Ronnie encuentra el teléfono dañado de Vikram y escapa con Siya y Akhtar antes de que la policía pueda atraparlos. El trío encuentra al atacante, lo que resulta en una persecución. El atacante agotado accede a ayudar antes de ser atropellado por un camión y morir. Siya recupera el teléfono del atacante y envía un mensaje de texto a un matón llamado IPL (Inder Paheli Lamba) para reunirse en un hotel. Abu Jalal Gaza, el cerebro, llega para vengar la muerte de su hermano, el atacante. El policía principal que apoya a Ronnie captura a IPL mientras Abu Jalal escapa. Temiendo ser traicionado por IPL desde que fue arrestado, Abu Jalal ordena a sus hombres que lo maten. Ronnie y el equipo organizan hábilmente una serie de eventos que llevan a los hombres de Abu a creer que han sido traicionados por IPL. Lo atacan, y al ser rescatado por Ronnie, IPL decide ayudarlo.
Ronnie lucha por sí solo contra el ejército de Abu antes de ir a rescatar a Vikram y a los rehenes. IPL se sacrifica y Abu acepta liberar a todos, pero captura a Siya. Ronnie pelea con los hombres de Abu, pero cuando Vikram comienza a enfurecerse al ver que Ronnie es golpeado brutalmente, Ronnie deja de contraatacar. Es apuñalado y casi asesinado, provocando una transformación en Vikram, quien salta fuera de la celda y lucha brutalmente contra todos, finalmente empala a Abu con varillas de acero. Vikram y Siya intentan revivir a Ronnie, y cuando Abu emerge para atacarlos por detrás, Ronnie se despierta y lo mata.
Al regresar a la India, Vikram se siente honrado por su valentía mientras Ronnie se imagina a su padre, un policía, saludándolo y abrazándolo por cumplir su promesa.

## Elenco
- Tiger Shroff como Ranveer "Ronnie" Chaturvedi, hermano de Vikram e interés amoroso de Siya.
  - Ayaan Zubair Rahmani como el pequeño Ronnie.
- Riteish Deshmukh como el inspector Vikram Charan Chaturvedi, hermano de Ronnie y esposo de Ruchi.
  - Yash Bhojwani como Little Vikram.
- Shraddha Kapoor como Siya Nandan, hermana de Ruchi e interés amoroso de Ronnie.
- Ankita Lokhande como Ruchi Nandan, hermana de Siya y esposa de Vikram.
- Jameel Khoury como Abu Jalal Gaza, el líder del grupo terrorista sirio Jaish-e-lashkar.
- Jaideep Ahlawat como Inder Paheli Lamba 'IPL bhai'.
- Vijay Varma como Akhtar Lahori.
- Jackie Shroff como el inspector Charan Chaturvedi, padre de Ronnie y Vikram.
- Satish Kaushik como Bhoklelal Mupe Chatora, comisionado de policía de Agra.
- Virendra Saxena como el jefe de policía Kailash Tripathi, colega de Vikram.
- Ivan Kostadinov como Zaidi, hermano de Abu Jalal.
- Manav Gohil como Mohammed Aasif, esposo de Hafeeza.
- Sunit Morarjee como el inspector Sharad Kute, colega de Vikram.
- Shriswara como Hafeeza Aasif, esposa de Aasif.
- Amit Sharma como Bajwa, secuaces de IPL.
- Danish Bhatt como Bilal.
- Shaurya Bharadwaj como ChaCha Ji, colega de Charan y tío de Ronnie y Vikram.
- Disha Patani como aparición especial en la canción "Do You Love Me?".[4]

## Producción
La película fue anunciada el 19 de diciembre de 2018 con Tiger Shroff por Nadiadwala Grandson Entertainment en su cuenta de Twitter al lanzar un póster teaser. El 12 de febrero de 2019 Shraddha Kapoor fue contratada para actuar como líder frente a Tiger Shroff. En junio se anunció que Riteish Deshmukh se unió al elenco. En agosto del mismo año se anunció que el rodaje se llevaría a cabo en Marruecos, Egipto, Serbia y Turquía.
El primer programa de filmación comenzó el 12 de septiembre en Bombay y concluyó a principios de octubre de 2019.

## Recepción

### Respuesta crítica
Bollywood Hungama le dio a la película tres estrellas de cinco, elogiando las actuaciones, secuencias de acción y cinematografía mientras criticaba la escritura y la dirección de Khan.
The Times of India le dio a la película dos estrellas y media de cinco, con elogios por las secuencias de acción pero críticas por el trabajo de cámara inestable, CGI y la escritura.
Rajeev Masand de CNN-News18 le dio a la película dos estrellas de cinco, criticando la dirección como un "desastre hinchado".

### Taquillas
Baaghi 3 ganó ₹ 17.50 crore netos en la taquilla nacional el día de la inauguración, que fue la colección más alta del día de apertura para la película de Bollywood 2020 hasta ahora.
A 15 de marzo de 2020, con una recaudación bruta de ₹ 110.65 crore en la India y ₹ 24.42 crore en el extranjero, la película tiene una recaudación bruta mundial de ₹ 1370.5 millones y se convirtió en la segunda película de Bollywood más taquillera de 2020.